# مركز الخليج لتنمية الديمقراطية
مركز الخليج لتنمية الديمقراطية منظمة غير حكومية ومؤسسة للتدريب والمعلومات مكرسة لتعزيز وغرس القيم الديمقراطية في دول مجلس التعاون لدول الخليج العربية على النحو المحدد في الشرعة الدولية لحقوق الإنسان. يقع مقرها في لندن بالمملكة المتحدة. أمينها العام الحالي هو الدكتور صلاح البندر.
في سبتمبر 2006 المركز وثيقة تكشف عن مؤامرة سياسية داخل حكومة البحرين لتهميش سكانها الشيعة وتزوير الانتخابات. الفضيحة أصبحت تعرف باسم تقرير البندر.